# Stephan F. Schröder
Stephan F. Schröder (* 1962) ist ein deutscher Klassischer Archäologe.
Stephan F. Schröder wurde 1983 an der Universität Heidelberg mit einer Arbeit zum Thema Römische Bacchusbilder in der Tradition des Apollon Lykeios. Studien zur Bildformulierung und Bildbedeutung in späthellenistisch-römischer Zeit promoviert. Er arbeitet als Konservator an der Abteilung Antike und Renaissance-Plastik des Museo Nacional del Prado in Madrid. Bekannt ist er vor allem durch seinen zweibändigen Katalog der antiken Skulpturen des Prado. Als Kurator betreute er die Gemeinschaftsausstellung des Prado und der Staatlichen Kunstsammlungen Dresden, „Verwandelte Götter“, die 2008 in Madrid und 2009 in Dresden gezeigt wurde. Er ist korrespondierendes Mitglied des Deutschen Archäologischen Instituts.

## Schriften
- Römische Bacchusbilder in der Tradition des Apollon Lykeios. Studien zur Bildformulierung und Bildbedeutung in späthellinistisch-römischer Zeit. Bretschneider, Rom 1989, ISBN 88-7689-020-3 (Archaeologica, Band 77).
- mit Pilar Leon, Hourig Sourouzian: Katalog der antiken Skulpturen des Museo del Prado in Madrid. Band 1: Die Porträts. Zabern, Mainz 1993, ISBN 3-8053-1446-9.
  - spanisch: Catálogo de la escultura clásica. Volume 1: Los retratos. Museo del Prado, Madrid 1993, ISBN 84-87317-26-X.
- Katalog der antiken Skulpturen des Museo del Prado in Madrid. Band 2: Idealplastik. Zabern, Mainz 2004, ISBN 978-3-8053-1758-0.
  - spanisch: Catálogo de la escultura clásica. Volume 2: Escultura mitológica. Museo del Prado, Madrid 2004, ISBN 84-8480-064-4.
- (Hrsg.): Verwandelte Götter. Antike Skulpturen des Museo del Prado zu Gast in Dresden. Staatliche Kunstsammlungen und Museo del Prado, Dresden und Madrid 2009, ISBN 978-3-86560-641-9.

## Belege
1. ↑  dainst.org (Memento vom 23. Juli 2012 im Webarchiv archive.today)

| Personendaten    | Personendaten                                         |
| ---------------- | ----------------------------------------------------- |
| NAME             | Schröder, Stephan F.                                  |
| KURZBESCHREIBUNG | deutscher Klassischer Archäologe und Kurator am Prado |
| GEBURTSDATUM     | 1962                                                  |